# Vladimir Gančev
Vladimir Gančev (in bulgaro Владимир Ганчев?; 1931 – 23 maggio 2011) è stato un cestista bulgaro.

## Carriera
Ha disputato con la Bulgaria i Campionati europei del 1955 e del 1957, disputando complessivamente 15 partite.